# Cratere Festa
Festa  è un cratere sulla superficie di Venere, dedicato alla pittrice italiana Matilde Festa.